# Albertine van Vliet-Kuiper

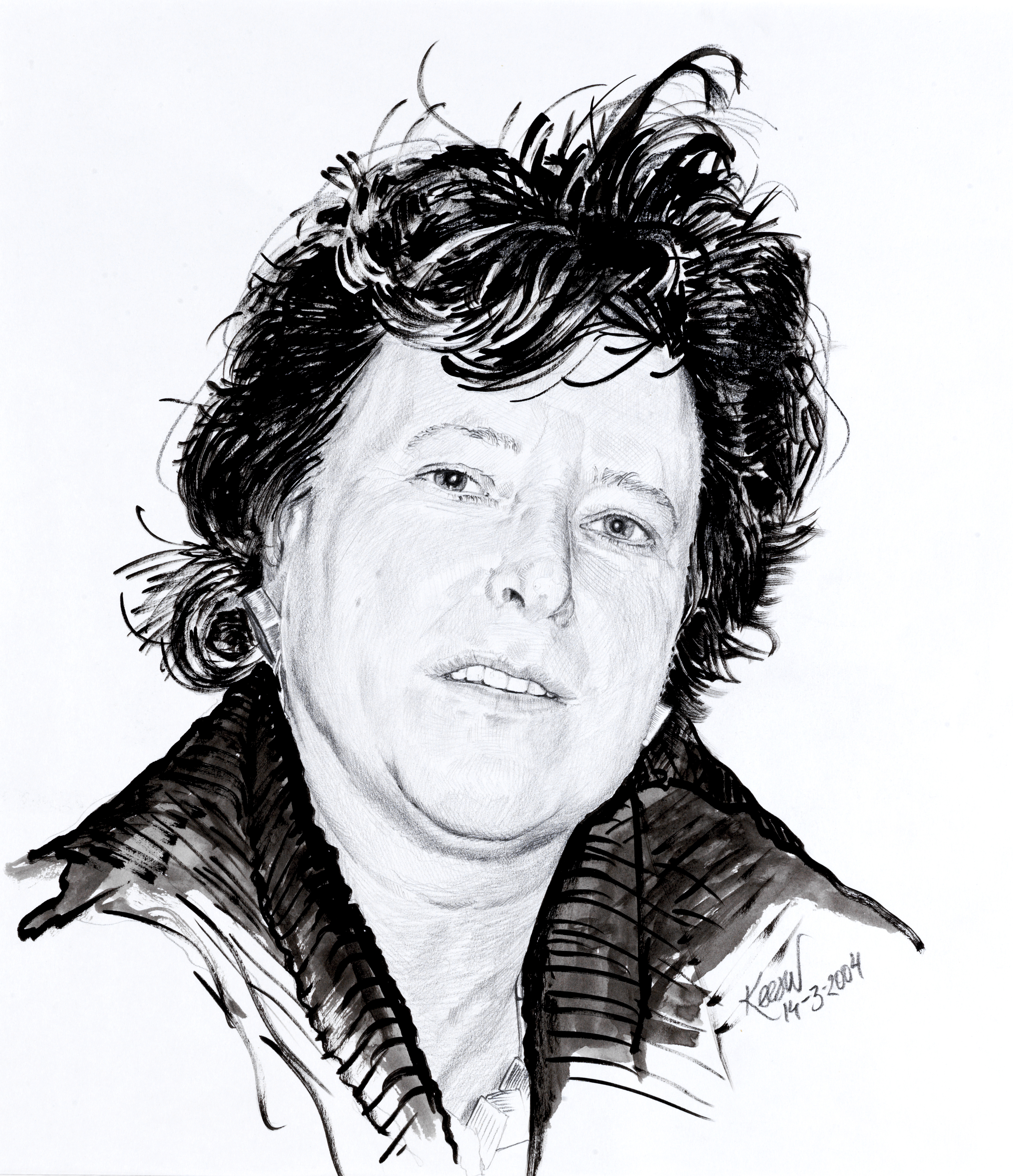
Albertine van Vliet-Kuiper (2004)

Albertine van Vliet-Kuiper (* 28. Dezember 1951 in Rotterdam) ist eine niederländische Politikerin der linksliberalen Partei Democraten 66 (D66). Seit Juni 2019 ist sie kommissarische Bürgermeisterin der Gemeinde Wijk bij Duurstede.

## Werdegang
Van Vliet-Kuiper absolvierte in ihrer Geburtsstadt Rotterdam die HBS und studierte im Anschluss Geografie an der Freien Universität Amsterdam.
Als Mitglied der D66 gehörte sie einige Jahre lang dem Gemeinderat von Apeldoorn an. Danach diente sie als Deichgräfin des Wasserzweckverbandes Veluwe. Am 3. Januar 2000 wurde sie zur Bürgermeisterin von Amersfoort ernannt und hielt dieses Amt bis 2010 inne.
Im Anschluss an die Kommunalwahlen 2014 in Utrecht wurde sie von der D66 beauftragt, als „Informateur“ die Koalitionsmöglichkeiten und Gemeinsamkeiten der Parteien auszuloten.
Im Juni 2015 wurde sie stellvertretende Bürgermeisterin der Gemeinde Bussum, die sich zu diesem Zeitpunkt in einem Fusionsprozess mit den Gemeinden Muiden und Naarden befand. Dieser wurde mit der Gründung der neuformierten Gemeinde Gooise Meren abgeschlossen. Da die neue Kommune nicht ohne Leitung agieren konnte, ein demokratischer Wahlvorgang aber nicht kurzfristig zu bewerkstelligen ist, wurde Van Vliet-Kuiper von Johan Remkes, dem Kommissar des Königs in der Provinz Nordholland, mit Wirkung zum 1. Januar 2016 zur „amtierenden Bürgermeisterin“ (niederländisch „waarnemend burgemeester“) bestimmt. Etwas mehr als ein Jahr später wurde sie Mitte Januar von Han ter Heegde abgelöst. Im Dezember 2017 bestimmte Johan Remkes Van Vliet-Kuiper mit Wirkung zum 10. Januar 2018 erneut zu einer „amtierenden Bürgermeisterin“, in diesem Fall der Gemeinde Enkhuizen. Ihr Nachfolger in dieser Position wurde im Oktober 2018 Eduard van Zuylen.

## Sonstiges
Albertine van Vliet-Kuiper ist verheiratet und hat zwei volljährige Kinder.
In Nebenfunktionen ist sie unter anderem seit Vorsitzende der Jugendfürsorgeorganisation Jantje Beton. Weitere Organisationen in ihrem Lebenslauf sind der „Nationaal Restauratiefonds“, die „Taskforce Management Overstromingen“, der „Raad voor Verkeer en Waterstaat“ und die „Commissie Fundamentele Verkenning Transportbelemmeringen“.